# Karcsú ormányossügér
A karcsú ormányossügér (Labeotropheus trewavasae) a sugarasúszójú halak (Actinopterygii) osztályába, ezen belül a sügéralakúak (Perciformes) rendjébe és a Cichlidae családjába tartozó faj.

## Előfordulása
Afrikában, Malawi, Mozambik és Tanzánia által határolt  Malawi-tó partmenti vizeinek lakója.

## Megjelenése
Testhossza 10 centiméter. A fajnak sok színváltozata van. Leggyakoribb az egyszínű barnássárga nőstény és a kék hím sárga, csúcsos végű hátúszóval. A hímek farok alatti úszóján ikrafoltok vannak. Ezenkívül a tenyészváltozatok nőstényei márványosak és foltosak is lehetnek. A faj érdekessége az ormányra emlékeztető lefelé hajló felső ajak, ezzel szedegetik le az algákat a kövekről. Vörösúszójú szájköltő sügérnek is nevezik, mivel a kifejlett hímek hátúszója pirosas vagy sárgás színű.

## Életmódja
Növényevő, jó algatakarító. Mint minden sügér, kedveli a zegzugokat, köveket, búvóhelyeket és a dús növényeket.

## Szaporodása
A nőstény a szájában kelti ki a megtermékenyített ikrákat, a kishalakat ki-kiköpdösi, majd veszély esetén ismét a szájába rejti. Apró eleséggel etethetők, az ivadékok hamar felnőnek. Azon ritka fajok közé tartozik, melyeknél születéstől fogva megállapítható a kishalak neme: a hímek már ilyen fiatalon is sötét, kékes színűek, míg a nőstények halványak.

## Tartása
A középső és alsó vízrétegeket lakja, a hasonló színezetű halakkal kissé agresszív. Legjobb, ha egy párt tartunk, de ekkor is ügyeljünk rá, hogy a hím nagyobb legyen párjánál, különben a nőstények kergetik a kisebb hímeket. 24-27 fokos vízben tökéletesen fejlődik.